# Apringius de Beja
Apringius est un évêque de Beja (dans le Portugal actuel) ayant vécu au VIe siècle et auteur d'un commentaire de l'Apocalypse.
Le peu qu'on sait de lui provient du De viris illustribus d'Isidore de Séville (§ 30) : c'était un évêque de la cité de Pax Julia (l'actuelle Beja), il fleurissait sous le roi des Wisigoths Theudis (regn. 531-548), il était très érudit, et il donna un commentaire de l'Apocalypse se recommandant par sa finesse et sa clarté. Isidore affirme qu'Apringius était l'auteur d'autres écrits, mais qu'il ne les connaissait pas.
Le commentaire semble avoir fort peu circulé : Braule de Saragosse († v. 650), dans sa lettre 25, demande à un ami de Tolède nommé Æmilianus de lui en procurer une copie car il n'en trouve pas, et son destinataire lui répond (lettre 26) que malgré toutes ses recherches (dans la capitale du royaume) il n'a pu en dénicher aucune. Cependant, au siècle suivant, Beatus de Liébana disposait bien d'une copie pour son propre commentaire, dans lequel il reproduit une très grande partie de celui d'Apringius.
Le texte d'Apringius comme tel nous est parvenu par un manuscrit unique, conservé à la bibliothèque de l'université de Copenhague (avec le titre Tractatus in Apocalypsin eruditissimi viri Apringii episcopi Pacensis Ecclesiæ), repéré en 1892 par le bénédictin Marius Férotin, qui en a donné la première édition. Ce manuscrit présente un texte divisé en sept livres, dont seuls les livres I et II (ad Ap. 1:1-5:7) et VI et VII (ad Ap. 18:6-22:20) sont originaux, la partie centrale étant empruntée à la version donnée par saint Jérôme du commentaire de Victorin de Pettau. D'après une note ajoutée au XVIIe siècle sur la dernière page, le manuscrit aurait été copié à Barcelone en 1042 ; il a appartenu à Benito Arias Montano, qui a écrit son nom sur l'avant-dernière page. 

## Édition
- Roger Gryson (éd.), Variorum auctorum Commentaria minora in Apocalypsin Johannis, Corpus Christianorum, Series Latina CVII, Brepols, Turnhout, 2003, p. 11-97.